# کالج دوور
کالج دوور (انگلیسی: Dover College) یک مدرسه مستقل و شبانه‌روزی است که در شهر دوور در جنوب شرقی انگلستان واقع است. این کالج در سال ۱۸۷۱ تأسیس شد و از داخل انگلستان و سایر کشورهای جهان دانشجو می‌پذیرد.
برخی از اماکن مدرسه ساختمان‌هایی است که از قرون وسطی از صومعه‌های دوور به‌جای مانده و در شرق ایستگاه راه‌آهن قرار دارد.